# Isuzu
Isuzu Motors (яп. いすゞ自動車株式会社, Исудзу Дзидо: ся Кабусикигайся) — первая японская автомобилестроительная компания. Штаб-квартира — в Токио. Основана в 1916 году. В списке крупнейших публичных компаний мира Forbes Global 2000 за 2022 год Isuzu заняла 888-е место.

## История
Компания была создана в 1916 году как совместное предприятие по производству автомобилей, которое учредили судостроительная компания Tokyo Ishikawajima Shipbuilding and Engineering Company и энергетическая компания Tokyo Gas and Electric Industrial Company. С 1918 года предприятие начало выпускать грузовые и легковые автомобили по лицензии британской компании Wolseley Motors. В 1937 году предприятие было реорганизовано в самостоятельную компанию Tokyo Motors. С 1938 года она начала выпуск грузовика под торговой маркой Isuzu, которое было дано в честь реки Исудзугава в префектуре Миэ; в переводе Isuzu означает «50 колоколов». В 1942 году производство грузовиков было отделено в компанию Hino Motors, а Tokyo Motors продолжала выпускать шасси автомобилей и дизельные двигатели.
В 1949 году компания сменила название на Isuzu Motors. В начале 1950-х годов импульс развитию компании придали поставки моторов для армии США во время войны в Корее. Во второй половине десятилетия компания начала производство автомобилей по лицензии британской Rootes Group. В 1960-х годах компания представила на рынок целый ряд новых моделей автомобилей, как грузовых, так и легковых, однако не все они были успешными, и к началу 1970-х годов финансовое положение Isuzu Motors пошатнулось. В 1971 году General Motors приобрела 34,2 % акций Isuzu Motors и с 1972 года начала продажу некоторых моделей через свою дилерскую сеть в США. В 1974 году Isuzu Motors начала выпуск Opel Kadett C для американского рынка. В 1989 году совместно с Subaru был построен завод в городе Лафейетт (Индиана). Однако большого успеха Isuzu в США добиться не смогла, значительно лучше обстояли дела в Юго-Восточной Азии, особенно в Таиланде, также были созданы успешные совместные предприятия в Индонезии, Малайзии, Австралии и Египте; на 1987 год Isuzu была крупнейшим производителем грузовиков в мире. Несмотря на это, в начале 1990-х годов Isuzu начала нести убытки; для спасения положения General Motors направила в компанию своего операционного директора Дональда Салливана, наиболее важным пунктом его программы было прекращение выпуска легковых автомобилей, поскольку именно это подразделение приносило убытки. В 1998 году GM увеличила свою долю в Isuzu до 49 %, инвестировав 456 млн долларов, также было начато строительство нового завода в штате Огайо по производству дизельных двигателей DMAX.
В 2006 году General Motors продала свою долю в Isuzu, из совместных проектов остался только завод DMAX в Огайо. В 2008 году Isuzu объявила о прекращении продаж автомобилей в США.

## Собственники и руководство

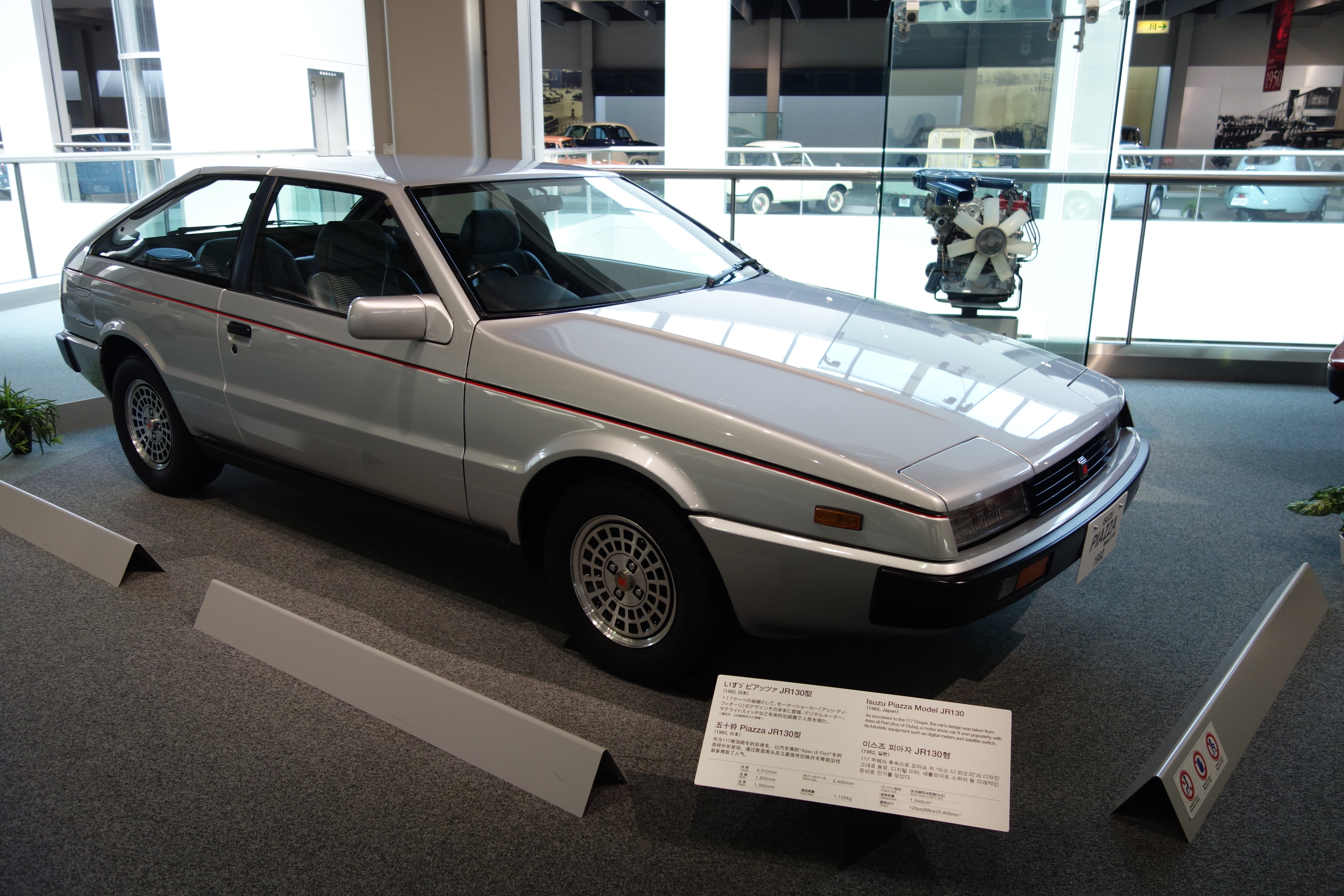
Isuzu Piazza

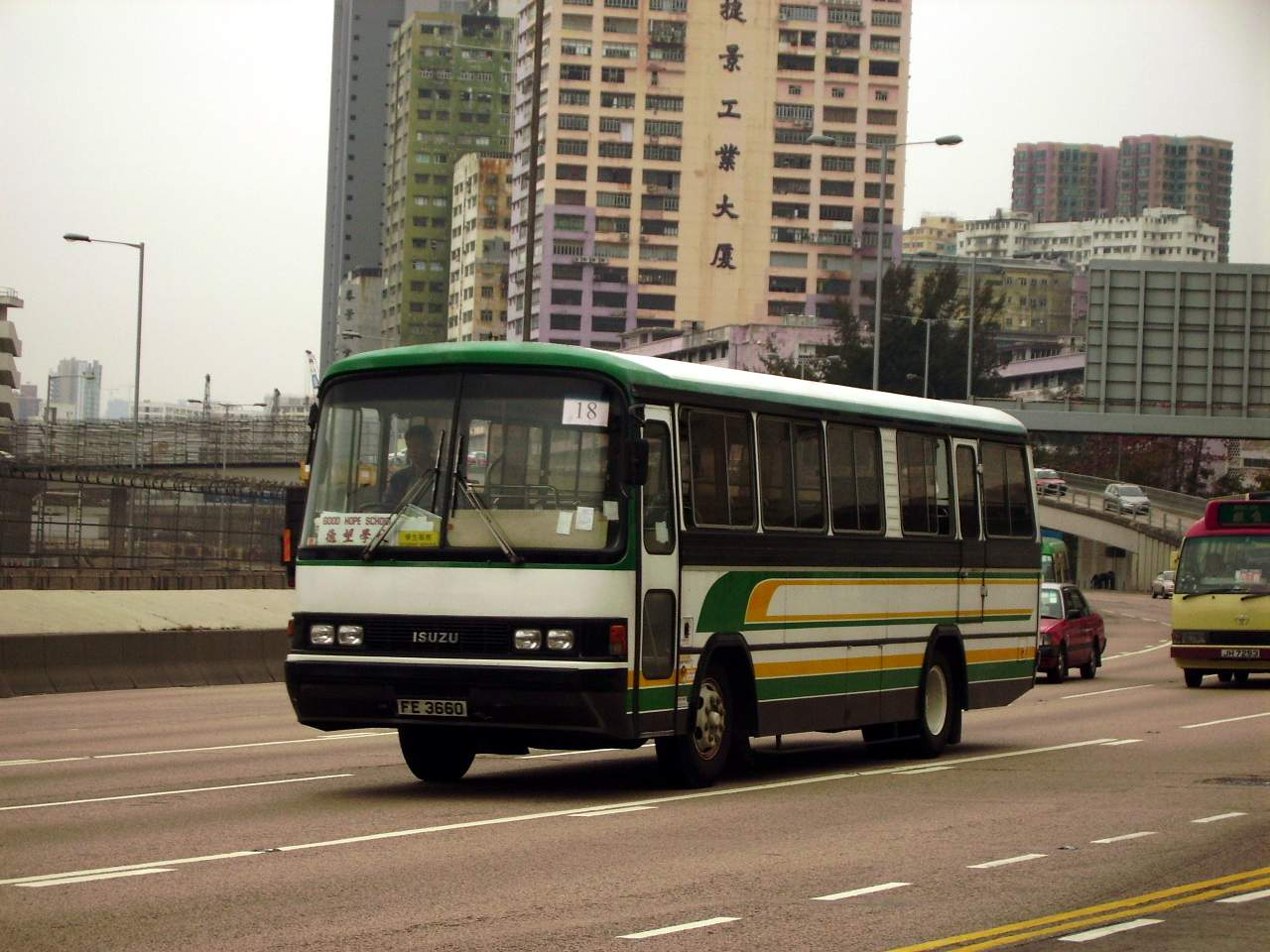
Isuzu LT132L

Крупнейшими акционерами компании по состоянию на 2022 год являлись The Master Trust Bank of Japan (14,82 %), Mitsubishi Corporation (8,19 %), Itochu Automobile Investment (6,81 %), Custody Bank of Japan (5,99 %), Toyota Motor Corporation (5,02 %).
- Масанори Катаяма (Masanori Katayama) — президент и главный исполнительный директор с 2015 года, в компании с 1978 года[2].

## Деятельность
Isuzu Motors — производитель грузовиков, автобусов и внедорожников, выпускаемых под маркой Isuzu. Также компания производит дизельные двигатели (в том числе для ряда автомобилей GM). Помимо Японии автомобили собираются также во Вьетнаме, на Филиппинах, в Таиланде, США, Узбекистане (см. Самаркандский автомобильный завод), в России, Турции, Казахстане, Китае, Саудовской Аравии, Индии и других странах.
Основными рынками сбыта являются Япония (35 % выручки), остальная Азия (29 %), Северная Америка (6 %). По количеству проданных автомобилей лидирует Таиланд (173 тыс.), далее следуют Китай (58 тыс.), Япония (56 тыс.), остальная Азия (109 тыс.), Африка (83 тыс.), Австралия (54 тыс.), Ближний Восток (52 тыс.), Латинская Америка (38 тыс.), Европа (31 тыс.), Северная Америка (26 тыс.).
|                     | 2013  | 2014  | 2015  | 2016  | 2017  | 2018  | 2019  | 2020  | 2021  | 2022  |
| ------------------- | ----- | ----- | ----- | ----- | ----- | ----- | ----- | ----- | ----- | ----- |
| Оборот              | 1656  | 1761  | 1879  | 1927  | 1953  | 2070  | 2149  | 2080  | 1908  | 2514  |
| Чистая прибыль      | 96,54 | 119,3 | 117,1 | 114,7 | 93,86 | 105,7 | 113,4 | 81,23 | 42,71 | 126,2 |
| Активы              | 1341  | 1522  | 1801  | 1808  | 1880  | 2067  | 2131  | 2152  | 2245  | 2856  |
| Собственный капитал | 621,0 | 769,0 | 914,5 | 897,7 | 962,1 | 1087  | 1116  | 1133  | 1205  | 1394  |

Примечание. Значения указаны на 31 марта каждого года, когда в Японии заканчивается финансовый год.

### В России
Поставки продукции компании в СССР начались ещё в 1969 году. Это были грузовые автомобили, преимущественно самосвалы.
Первым дистрибьютором компании ISUZU в РФ была японская торговая компания KFE LTD (ныне ООО «Кэй Эф И Владивосток»), положившая начало продажам тяжёлой серии грузовиков на Дальнем Востоке России.
Сотрудничество с Соллерс
Впервые сборку грузовиков Isuzu начали в России на Ульяновском автозаводе в 2006 году. Затем, в середине 2007 года Isuzu зарегистрировала совместное предприятие с компанией «Северсталь-Авто» (ныне Sollers), предметом которого стало строительство в Елабуге (Татарстан) производства по выпуску грузовиков мощностью 25 тыс. автомобилей в год.
С 2008 года сборка Isuzu осуществлялась в Елабуге, но в середине 2011 года была прекращена: «Соллерс» решила выпускать здесь лёгкие коммерческие автомобили своего стратегического партнёра Ford.
Впоследствии, в мае 2012 года, «Соллерс» вновь решил сотрудничать с Isuzu, возобновив выпуск японских среднетоннажных грузовиков на ульяновском автозаводе. В декабре 2015 год ПАО «СОЛЛЕРС» объявило о выходе из совместного предприятия. Голосующие акции распределились между японскими компаниями Isuzu Motors Limited (74 %) и Sojitz Corporation (26 %) Тем не менее производство на УАЗе продолжилось. К 2019 году на этой площадке собрано более 19 тысяч автомобилей. В сентябре 2021 года объявлено о выпуске 35 тысяч шасси.
В 2018 году «ИСУЗУ РУС» заключило с Минпромторгом специнвестконтракт (СПИК) на 10 лет и 6 миллиардов рублей инвестиций.
В июле 2023 года автоконцерн покинул российский рынок
СИМАЗ
С 2017 года предприятие «Симбирский Автомобильный Завод» производит автобусы под брендом «СИМАЗ» на базе шасси Isuzu.